# Albert Stolz
Albert Stolz (Bolzano, 19 novembre 1875 – Bolzano, 8 gennaio 1947) è stato un pittore italiano di lingua tedesca.

## Biografia

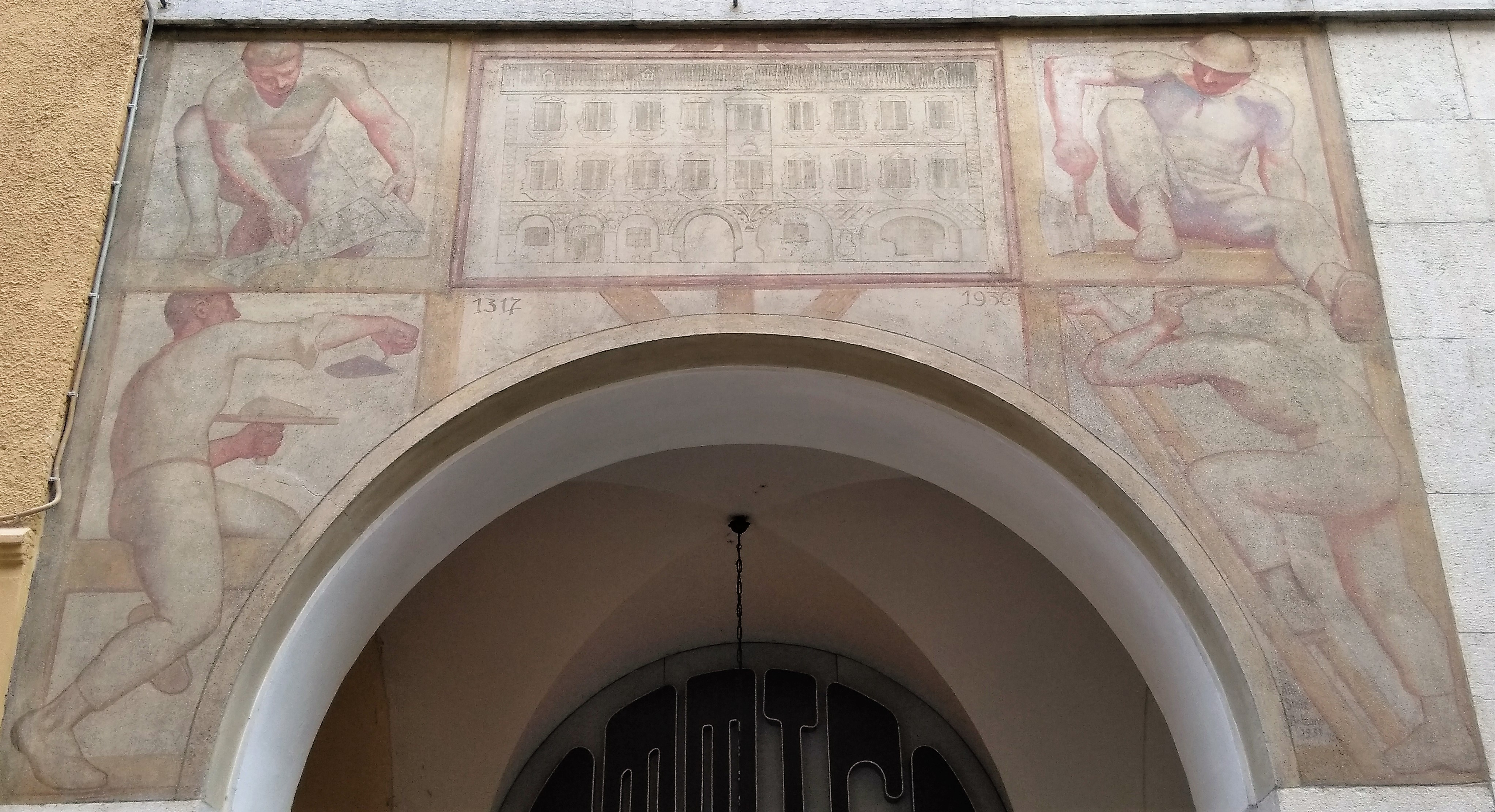
Affresco sulla facciata del municipio di Merano eseguito negli anni 1930/31, che mostra l'edificio preesistente e i lavori costruttivi per quello nuovo

Figlio di Ignaz Stolz e fratello minore di Ignaz jr. e Rudolf, fu anch'egli pittore.
Si formò all'Accademia di belle arti di Vienna. Le sue opere ritraggono soprattutto la vita quotidiana delle persone comuni, ma non mancano opere sacre (suoi affreschi ornano la chiesa parrocchiale di Sesto, la Chiesa Domenicana di Lienz e la cappella funebre presso il cimitero di Merano) e affreschi in edifici civili (tra cui, a Bolzano la facciata della locanda Weißes Rössl-Cavallino Bianco e la volta della sala al piano terra della Casa Kolping, a Collalbo l'affresco sull'erker di Villa Bodenegg e a Merano l'affresco sulla facciata del municipio, eseguito nel 1930/31).
Durante la prima guerra mondiale servì come pittore di guerra nel battaglione bolzanino degli Standschützen di stanza a Riva del Garda, assieme al fratello Rudolf e di un altro pittore tirolese, Albin Egger-Lienz, ritraendo la vita quotidiana dei soldati
All'esperienza al fronte Stolz, dedicò in seguito anche una serie di disegni umoristici. Negli anni Trenta e Quaranta si avvicinò agli stilemi sia del fascismo sia del nazionalsocialismo, eseguendo nel 1938 un ritratto di Mussolini e illustrando nel 1940 un libro di scuola per gli optanti con immagini della Wehrmacht.